# Растянутый кубооктаэдр
| Растянутый кубооктаэдр    | Растянутый кубооктаэдр                                          |
| ------------------------- | --------------------------------------------------------------- |
|                           |                                                                 |
| Символ Шлефли             | rr{\displaystyle {\begin{Bmatrix}4\\3\end{Bmatrix}}} = rrr{4,3} |
| Conway notation           | edaC = aaaC                                                     |
| Граней                    | 50: 8 {3} 6+24 {4} 12 ромбов                                    |
| Рёбер                     | 96                                                              |
| Вершин                    | 48                                                              |
| Группа симметрии          | Oh, [4,3], (*432) порядка 48                                    |
| Группа вращений           | O, [4,3]+, (432) порядка 24                                     |
| Двойственный многогранник | Дельтовидный тетраконтаоктаэдр                                  |
| Свойства                  | выпуклый                                                        |
| Развёртка                 |                                                                 |

Растянутый кубооктаэдр — многогранник, построенный как растяжение кубооктаэдра. Он имеет 50 граней: 8 треугольников, 30 квадратов и 12 ромбов. 48 вершин разбиваются на два множества по 24 вершины со слегка различным расстоянием от центра.
Многогранник можно построить как полное усечение ромбокубооктаэдра.

## Другие названия
- Растянутый ромбододекаэдр
- Полноусечённый ромбокубооктаэдр
- Полноусечённый малый ромбокубооктаэдр
- Ромборомбокубооктаэдр

## Растяжение
Операцию растяжения ромбододекаэдра можно наблюдать на следующей анимации:

## Соты
Растянутый кубооктаэдр может заполнить пространство вместе с кубооктаэдром, октаэдром и треугольной призмой.

## Рассечение
| Выемчатый растянутый кубооктаэдр | Выемчатый растянутый кубооктаэдр |
| -------------------------------- | -------------------------------- |
| Граней                           | 86: 8 {3} 6+24+48 {4}            |
| Рёбер                            | 168                              |
| Вершин                           | 62                               |
| Эйлерова характеристика          | -20                              |
| род                              | 11                               |
| Группа симметрии                 | Oh, [4,3], (*432) порядка 48     |

Этот многогранник можно разбить на центральный ромбододекаэдр, окружённый 12 ромбическими призмами, 8 тетраэдрами, 6 квадратными пирамидами и 24 треугольными призмами.
Если удалить из центрального ромбододекаэдра 12 ромбических призм, получим тороидальный многогранник с правильными многоугольными гранями. Этот тороид имеет 86 граней (8 треугольников и 78 квадратов), 168 рёбер и 62 вершин. 14 из 62 вершин являются внутренними, принадлежащими удалённому центральному ромбододекаэдру. Имея эйлерову характеристику χ = f + v - e = -20, поверхность имеет род g = (2-χ)/2 = 11.

## Связанные многогранники
| Название     | Куб    | Кубооктаэдр | Ромбо кубооктаэдр | Растянутый кубооктаэдр |
| Коксетер     | C      | CO = rC     | rCO = rrC         | rrCO = rrrC            |
| Конвей       | C      | aC = aO     | eC                | eaC                    |
| ------------ | ------ | ----------- | ----------------- | ---------------------- |
| Image        |        |             |                   |                        |
| Конвей       | O = dC | jC          | oC                | oaC                    |
| Двойственный |        |             |                   |                        |